# Cephalocereus columna-trajani
Cephalocereus columna-trajani ist eine Pflanzenart in der Gattung Cephalocereus aus der Familie der Kakteengewächse (Cactaceae). Das Artepitheton columna-trajani stammt aus dem Lateinischen, bedeutet ‚Trajanssäule‘ und verweist auf die stattliche Beschaffenheit der Art.

## Beschreibung
Cephalocereus columna-trajani wächst mit nicht verzweigenden grünen Trieben und erreicht bei Durchmessern von bis 40 Zentimetern Wuchshöhen von 6 bis 10 Metern. Es sind 16 bis 26 Rippen vorhanden, die durch Querfurchen fast völlig in Höcker gegliedert sind. Aus den weißen Areolen entspringen in der Nähe der Triebspitze reichlich weiße, seidige Haare. Die 5 bis 8 abwärts gerichteten, steifen Mitteldornen sind gräulich und bis 8 Zentimeter lang. Die 14 bis 18 weißen Randdornen sind bis 1 Zentimeter lang. Das deutlich seitliche, schmale, 2 bis 3 Meter lange Pseudocephalium reicht bis zur Triebspitze und ist meist nach Norden gerichtet. Es besteht aus gelblichen, wolligen, 4 bis 6 Zentimeter langen Haaren.
Die röhren- bis glockenförmigen Blüten sind weiß bis hellgelb und haben eine Länge von bis 7,5 Zentimetern und ebensolche Durchmesser.

## Verbreitung, Systematik und Gefährdung
Cephalocereus columna-trajani ist in den mexikanischen Bundesstaaten Oaxaca und Puebla verbreitet und bildet dort dichte Wälder.
Die Erstbeschreibung als Cereus columna-trajani wurde 1837 durch Ludwig Georg Karl Pfeiffer veröffentlicht. Karl Moritz Schumann stellte die Art 1897 in die Gattung Cephalocereus. Weitere nomenklatorische Synonyme sind Cephalophorus columna-trajani (Karw. ex Pfeiff.) Lem. (1831), Pilocereus columnatrajani (Karw. ex Pfeiff.) Lem. (1839), Cephalocereus columna (Karw. ex Pfeiff.) K.Schum. (1894), Pachycereus columnatrajani (Karw. ex Pfeiff.) Britton & Rose (1909), Mitrocereus columna-trajani (Karw. ex Pfeiff.) Backeb. ex E.Y.Dawson (1948) und Haseltonia columna-trajani (Karw. ex Pfeiff.) Backeb. (1960).
In der Roten Liste gefährdeter Arten der IUCN wird die Art als „Least Concern (LC)“, d. h. als nicht gefährdet geführt.

## Nachweise